# Dehaasia turfosa
Dehaasia turfosa är en lagerväxtart som beskrevs av Kostermans. Dehaasia turfosa ingår i släktet Dehaasia och familjen lagerväxter. Inga underarter finns listade i Catalogue of Life.